# Kfar Jona
Kfar Jona (hebräisch כְּפַר יוֹנָה Kfar Jōnah) ist ein Lokalverband im Zentralbezirk von Israel mit 23.060 Einwohnern (2018) auf einer Fläche von 11,017 km².

## Geschichte
Kfar Jona wurde am 23. Januar 1932 gegründet.

## Bevölkerungsentwicklung
| Jahr      | 1955  | 1961  | 1972  | 1983  | 1995  | 2005   | 2012   | 2015   | 2016   |
| Einwohner | 2.800 | 2.400 | 2.700 | 3.200 | 7.000 | 13.300 | 19.962 | 21.611 | 22.254 |

## Städtepartnerschaft
Kfar Jona verbindet eine Partnerschaft mit Vancouver in Kanada und mit der deutschen Stadt Oranienburg.

## Galerie

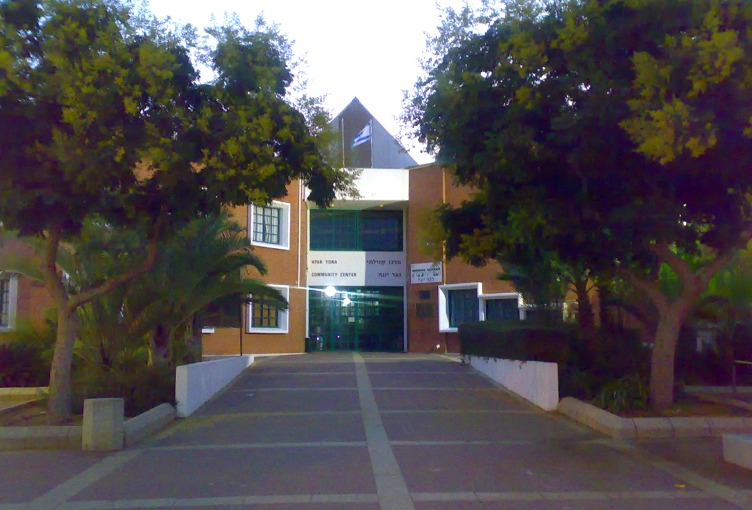
Straße in Kfar Jona.
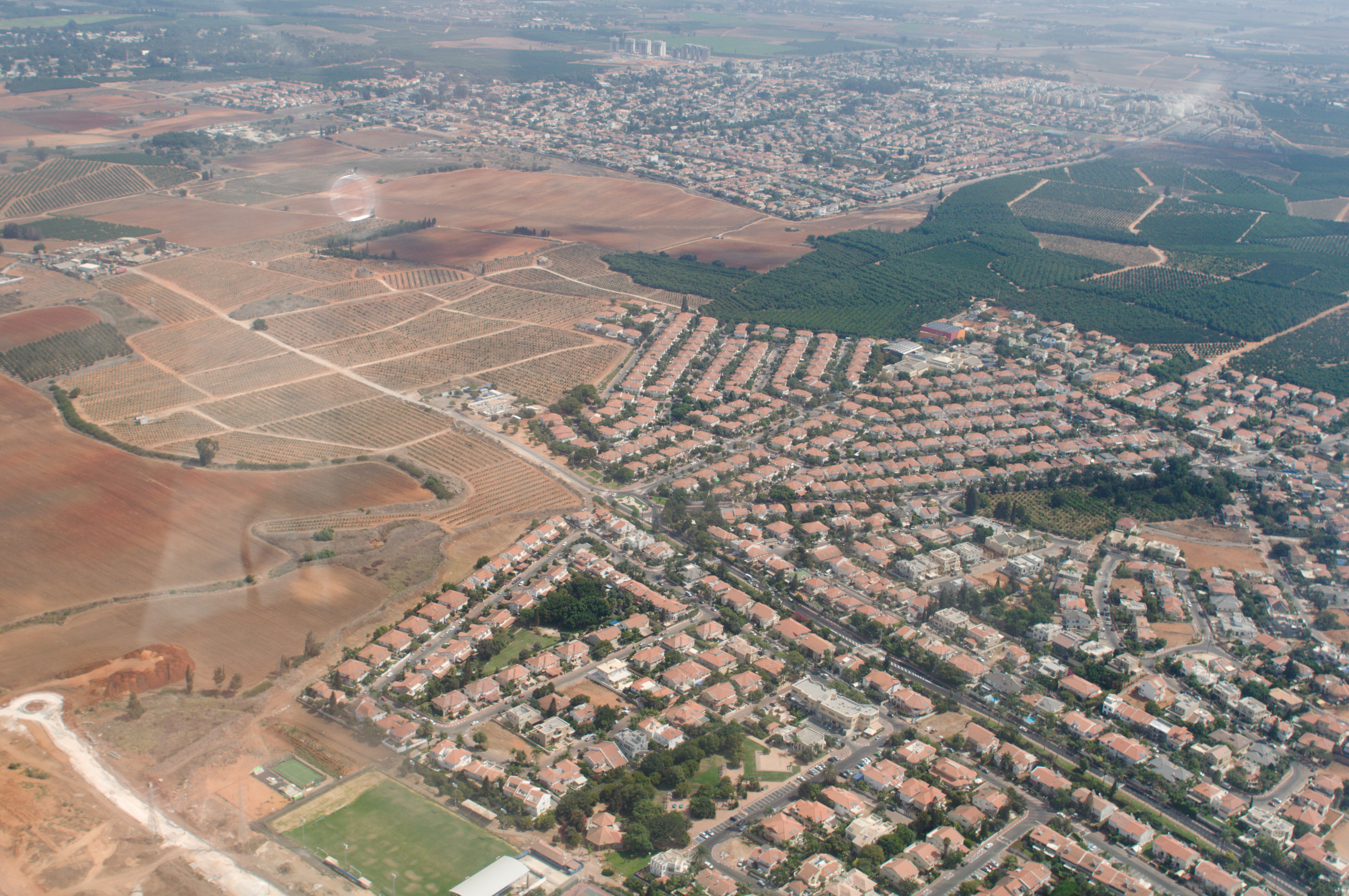
Kfar Jona aus der Luft.
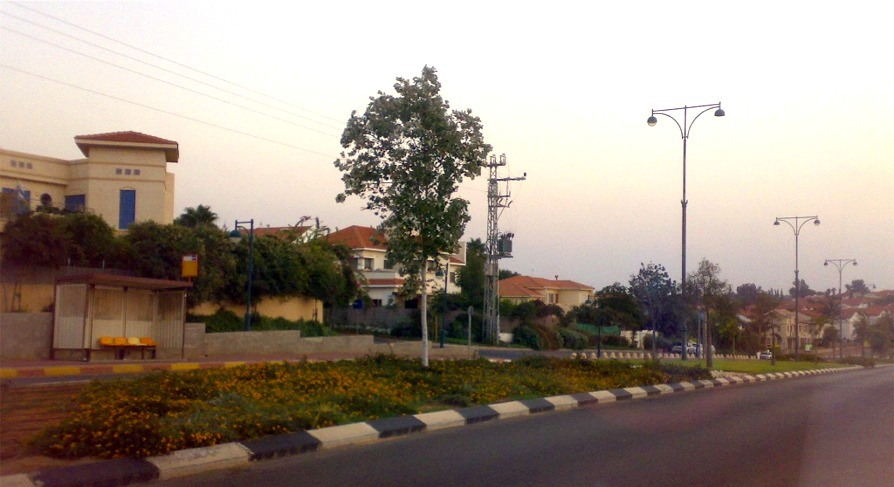
Ortseingang nach Kfar Jona.